# Basilika zum Heiligen Sakrament

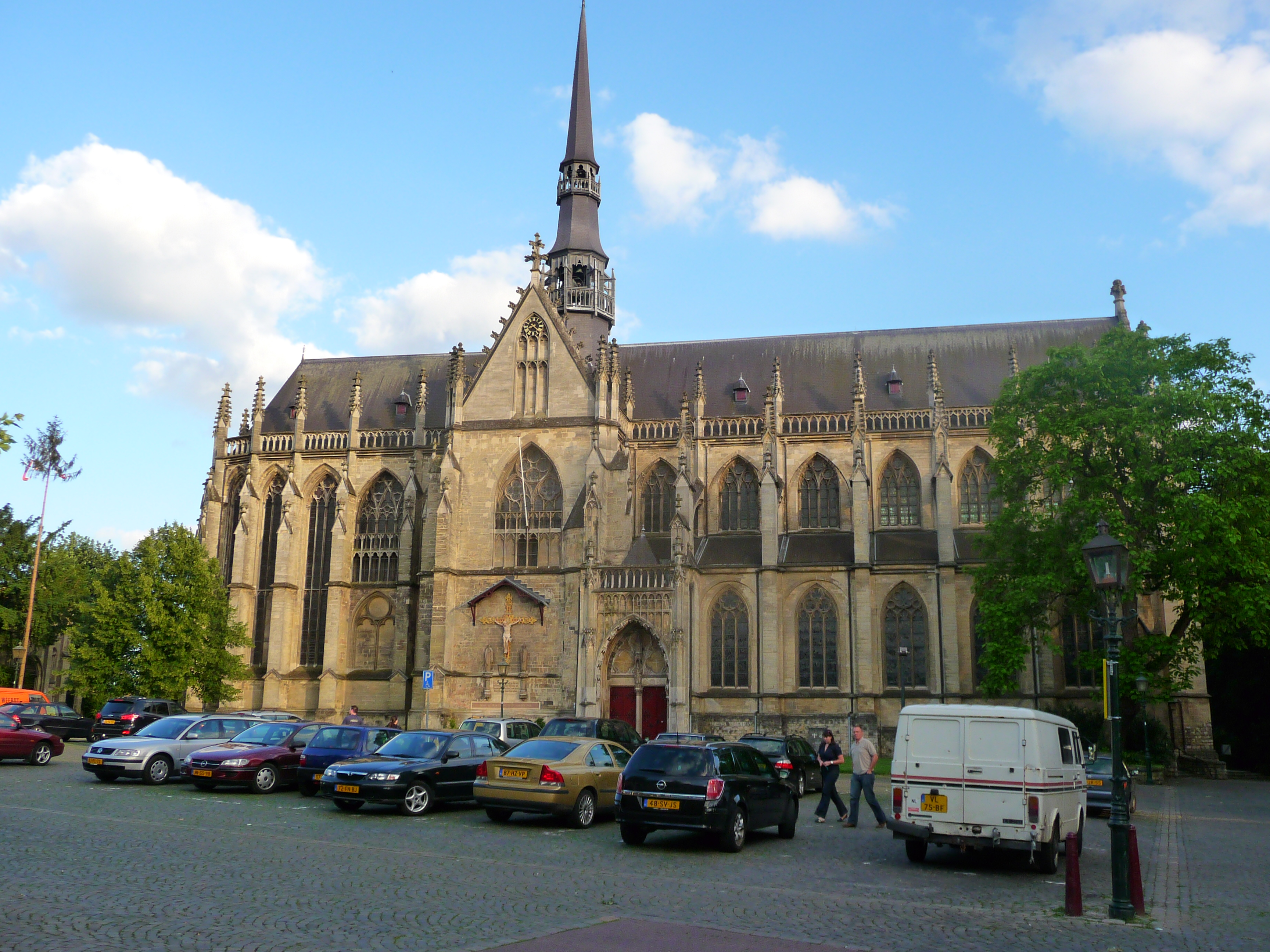
Basilika zum Heiligen Sakrament in Meerssen

Die Basilika zum Heiligen Sakrament (niederländisch Basiliek van het H. Sacrament), St.-Bartholomäus-Basilika oder Basilika von Meerssen ist eine römisch-katholische Kirche im niederländisch-limburgischen Meerssen. Die Pfarrkirche ist dem Heiligen Sakrament und dem Apostel Bartolomäus gewidmet. Sie wurde am 16. Juni 1938 von Papst Pius XI. zu einer Basilica minor erhoben. Die Kirche ist ein Beispiel für die Maasgotik und gilt als Höhepunkt dieses Stils in den Niederlanden. Das Gebäude ist seit 1967 ein Rijksmonument.

## Geschichte
In Meerssen stand im frühen Mittelalter eine Pfalz. Hier war ein Teil der Delegationen untergebracht, die 870 den Vertrag von Meerssen unterzeichneten. Die Pfalzkapelle befand sich an der Stelle der heutigen Basilika. 968 schenkte Königin Gerberga von Westfranken die Pfalz den Benediktinern von Reims, die eine Propstei einrichteten. Kurz nach 1100 wurde die Kirche in eine romanische Kirche umgewandelt. In dieser Kirche soll 1222 ein Sakramentswunder stattgefunden haben: Während der Wandlung entdeckte demnach der zelebrierende Priester, dass er vergessen hatte, Wein und Wasser in den Kelch zu geben. Beim Brechen der Hostie sollen Wasser und Blut daraus in den Kelch geflossen sein. Der Kelch mit dem Blut wurde den vielen Pilgern gezeigt, die die Kirche von diesem Moment an besuchten. Die Kirche musste für die Pilgerströme vergrößert werden, um 1318 wurde ein gotisches Kirchenschiff mit drei Jochen gebaut.

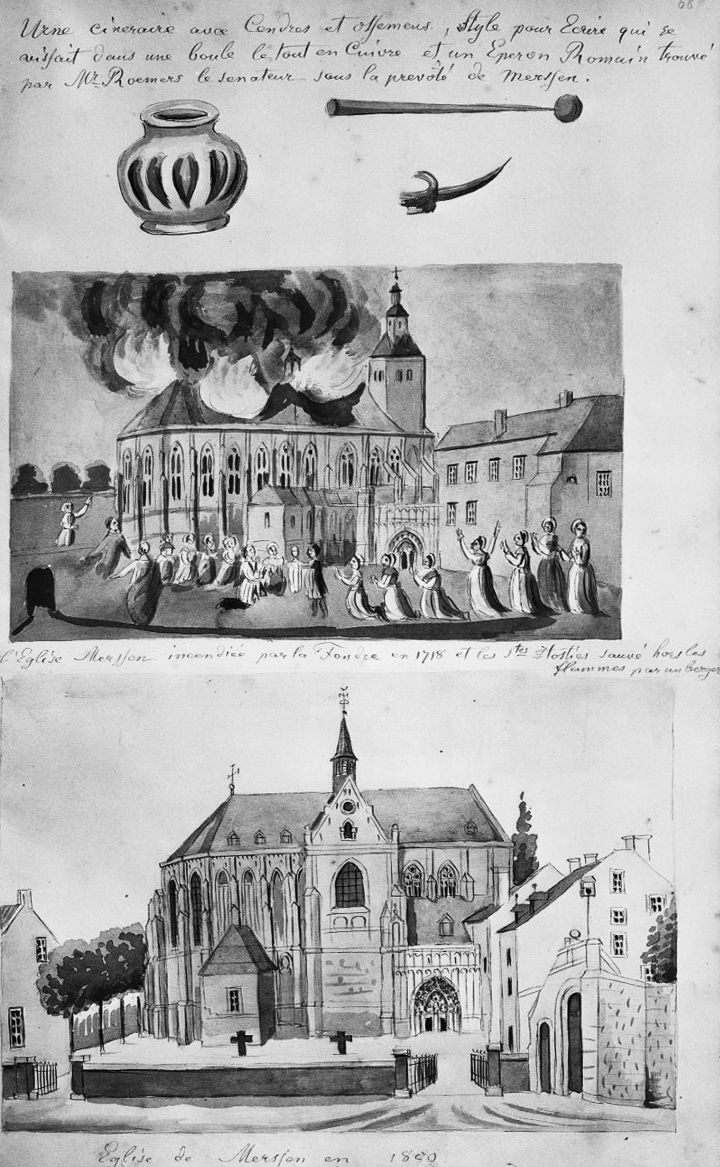
Zeichnungen von Philippe van Gulpen aus 1850

Der gotische Chor und das Querschiff entstanden bei einer anschließenden Baukampagne von 1334 bis zum Ende des Jahrhunderts unter der Leitung von Propst Jean de Beaufort. Chor und Schiff wurden durch eine Chorschranke getrennt. 1465 wurde die Kirche von Söldnern des Herrn von Borgharen angezündet, was der Überliefeurng nach zu einem zweiten sakramentalen Wunder führte: Ein junger Bauer aus dem Weiler Raar sah demnach beim Pflügen das Feuer, eilte zur Kirche und zog die Hostie unversehrt aus dem Feuer. Als er auf das Feld zurückkehrte, soll er festgestellt haben, dass ein Engel das Feld gepflügt hatte. Während des Wiederaufbaus der Kirche nach diesem Brand wurden die Strebebögen hinzugefügt und das reiche, spätgotische Nordportal errichtet, um die Reliquien des Allerheiligsten Sakraments zu zeigen.
Um 1500 wurde der Sakramententurm gebaut, um die heilige Eucharistie und die Reliquien des ersten Wunders zu bewahren. 1574 wurde der Westturm von staatlichen Truppen angezündet. Die Überreste brachen 1649 bei einem Sturm zusammen. Die Propstei ging 1612 an die Augustiner von Eaucourt über. 1633 wurde Meerssen niederländisch und nach vergeblichem Protest der Propstei wurde die Kirche 1663 eine Simultankirche für Katholiken und Protestanten. Die Kirche wurde 1749 durch einen Sturm erneut schwer beschädigt. Während der Reparaturarbeiten konnte der Turm aus Geldmangel von der Gemeinde Meerssen nicht wieder aufgebaut werden.
Nach der Ankunft der Franzosen wurde die Propstei 1795 aufgelöst und die Kirche wurde von 1798 bis 1802 geschlossen. Die Kirche wurde dann zu einer Pfarrkirche, woraufhin das Presbyterium abgesenkt und die Chorschranke abgerissen wurde. 1836 erhielten die Meerssener Protestanten eine eigene Kirche, die Leopoldskerkje, die das Simultaneum beendete. 1879 bis 82 wurde die Kirche radikal restauriert, unter anderem wurde der neugotische Dachreiter auf die Vierung gestellt und die Kreuzrippengewölbe im Inneren erneuert. Während der Restaurierung des Chores in den Jahren 1895–1901 wurden die verschwundenen Maßwerke wieder angebracht, ebenso wie die Balustraden mit Zinnen entlang der Traufe. In den Jahren 1910–12 wurde das Nordportal restauriert. Bei einer anschließenden Restaurierung 1936/38 wurde das Kirchenschiff vom Architekten Jos Cuypers auf der Westseite um drei Joche erweitert und der neugotische Dachreiter durch eine nüchternere Variante ersetzt. Eine Restaurierung des Äußeren fand 1986–88 statt. Unter anderem wurde ein Teil der Zinnen erneuert. Die letzte Restaurierung der Buntglasfenster und des Sakramentsturms erfolgte 2012/15.
Beide sakramentalen Wunder werden jährlich während der Oktave von Meerssen gefeiert. Die Eröffnung findet am Donnerstag nach dem Dreifaltigkeitssonntag statt, gefolgt von acht Tagen mit Prozessionen aus verschiedenen Pfarreien des ehemaligen Dekanats in die Basilika. Die Prozession am Fronleichnamssonntag wechselt zwischen Meerssen und Raar.

## Architektur
Die Basilika von Meerssen besteht aus einem Kirchenschiff mit drei gotischen und drei neugotischen Jochen, einem Querschiff aus dem 14. Jahrhundert und einem ebenso alten Chor. Die neugotische Sakristei, die an der Südseite des Chors errichtet wurde, stammt aus dem Jahr 1878. Es gibt einige Steinkreuze aus dem 17. Jahrhundert. Auf der Nordostseite der Kirche steht die markante neugotische Grabkapelle der Maastrichter Fabrikantenfamilie Regout aus dem Jahr 1869.

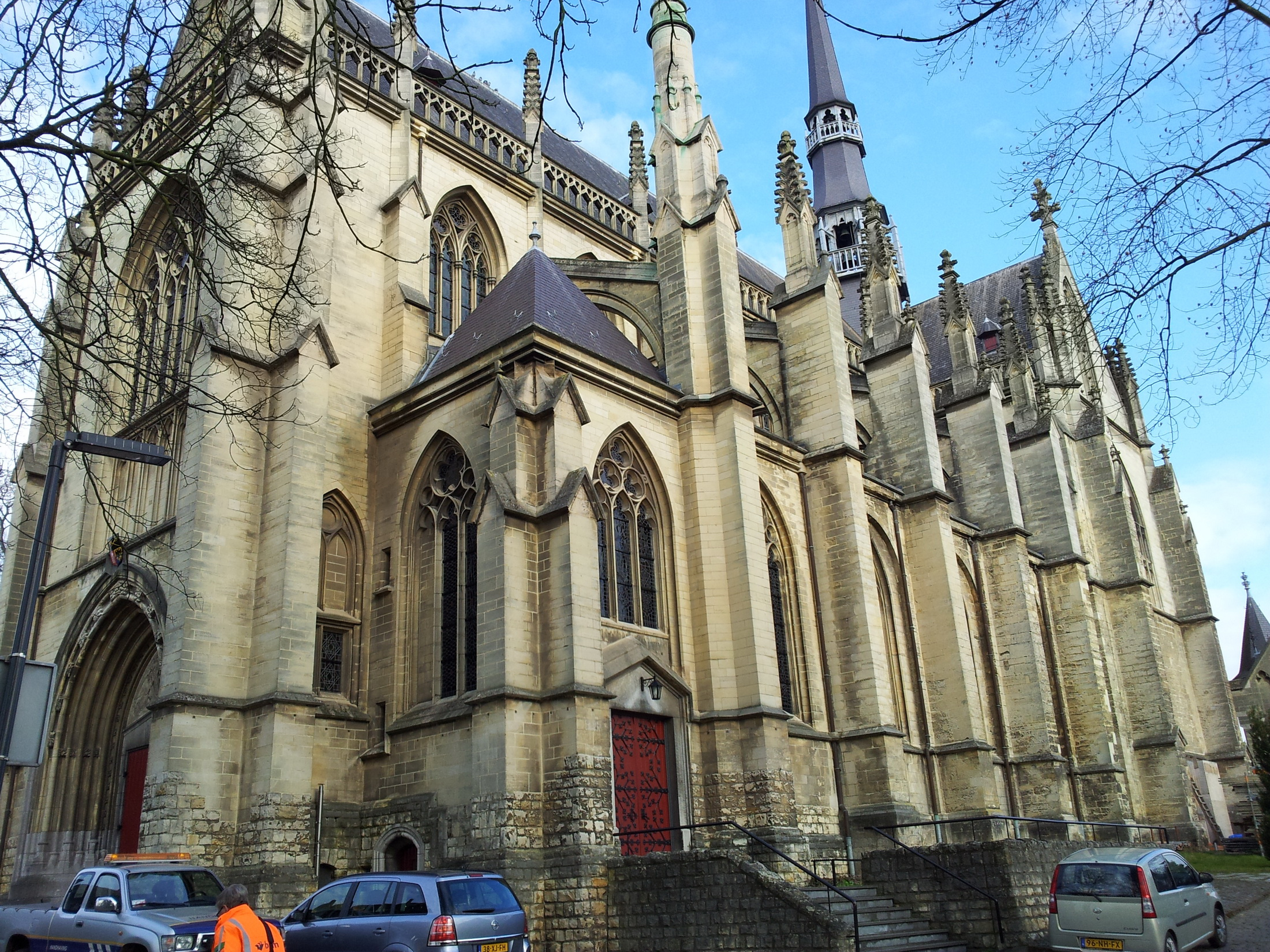
Südgang
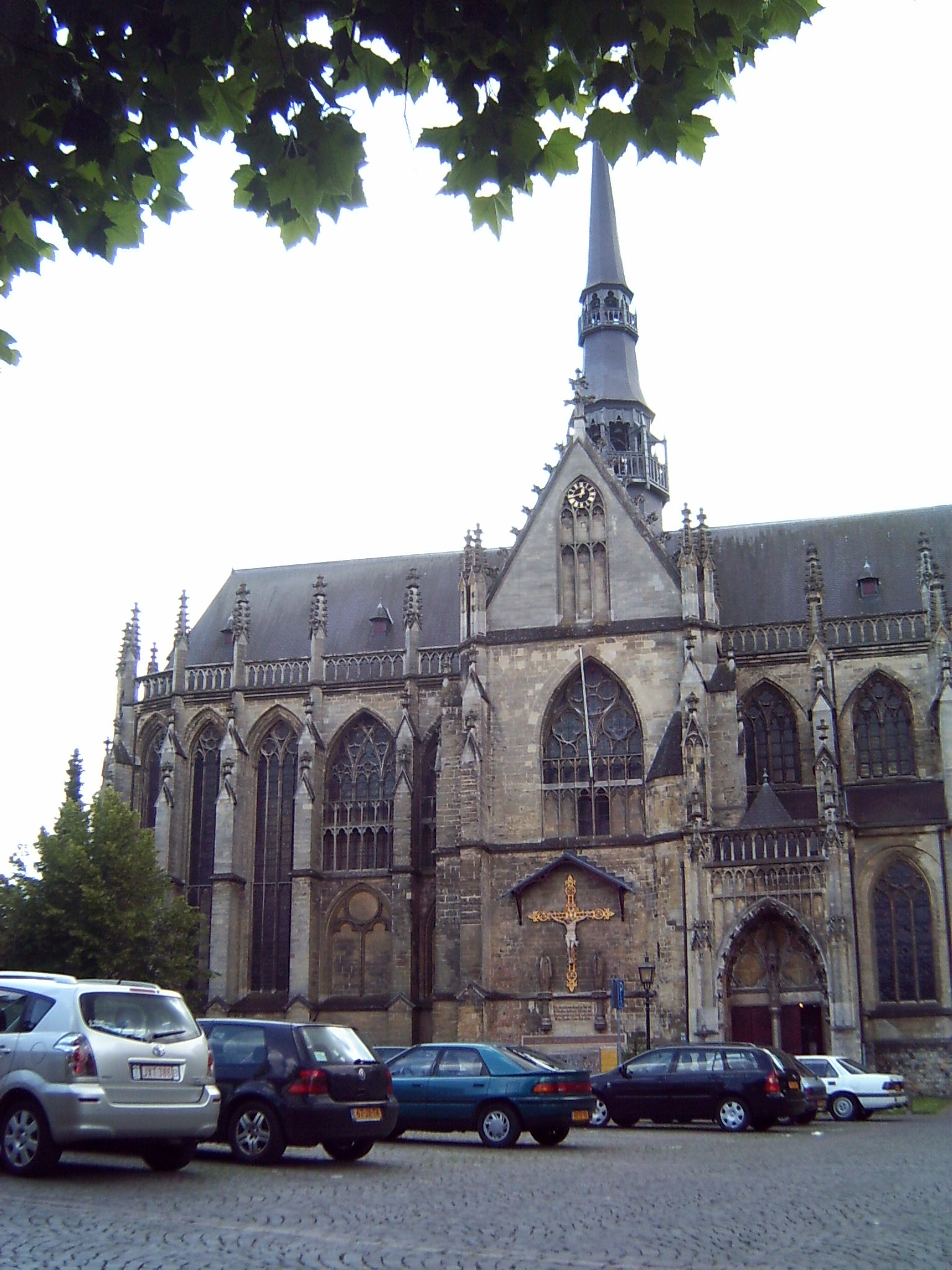
Chor und nördliches Querschiff
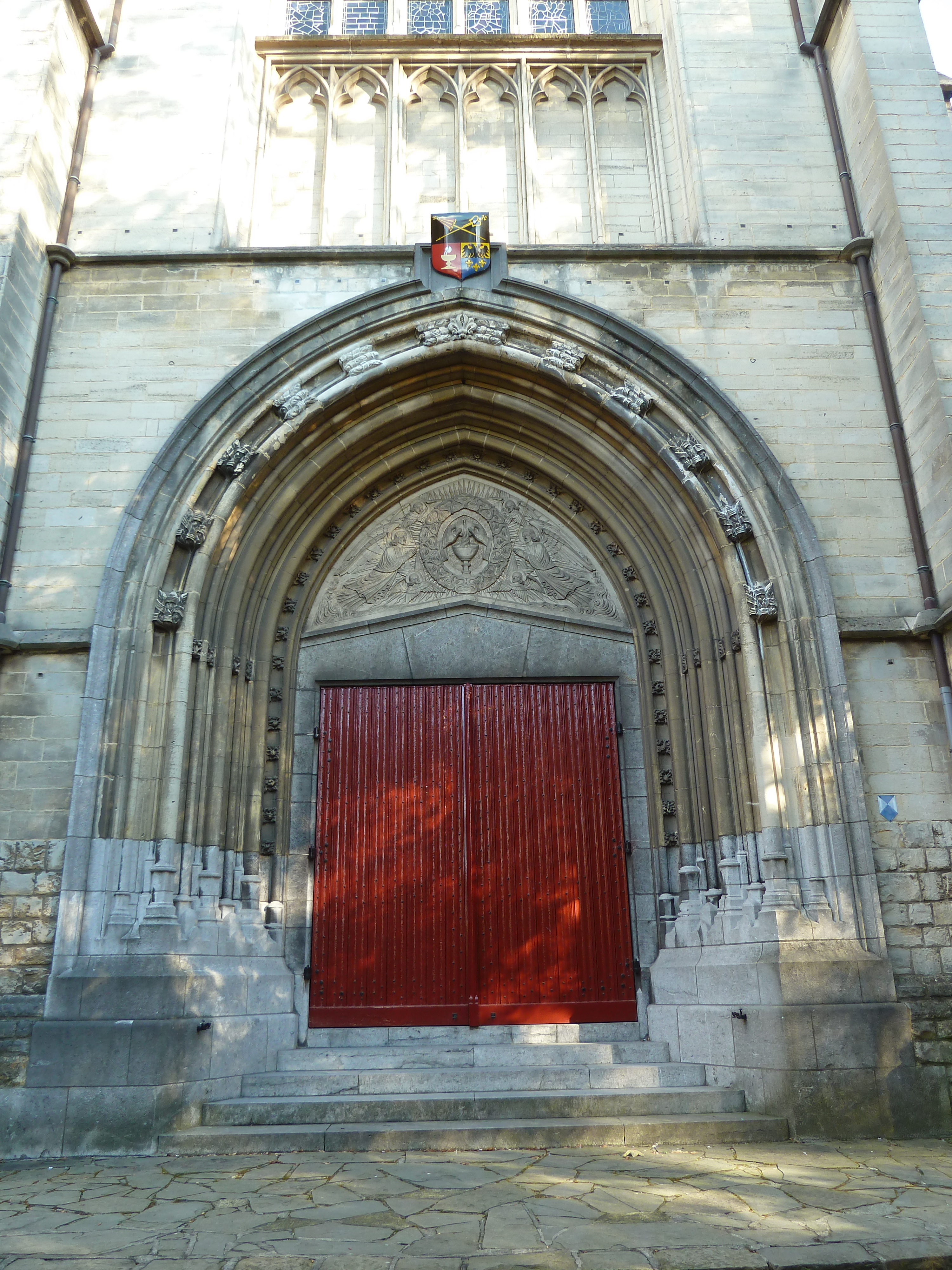
Hauptportal Westfassade

## Ausstattung

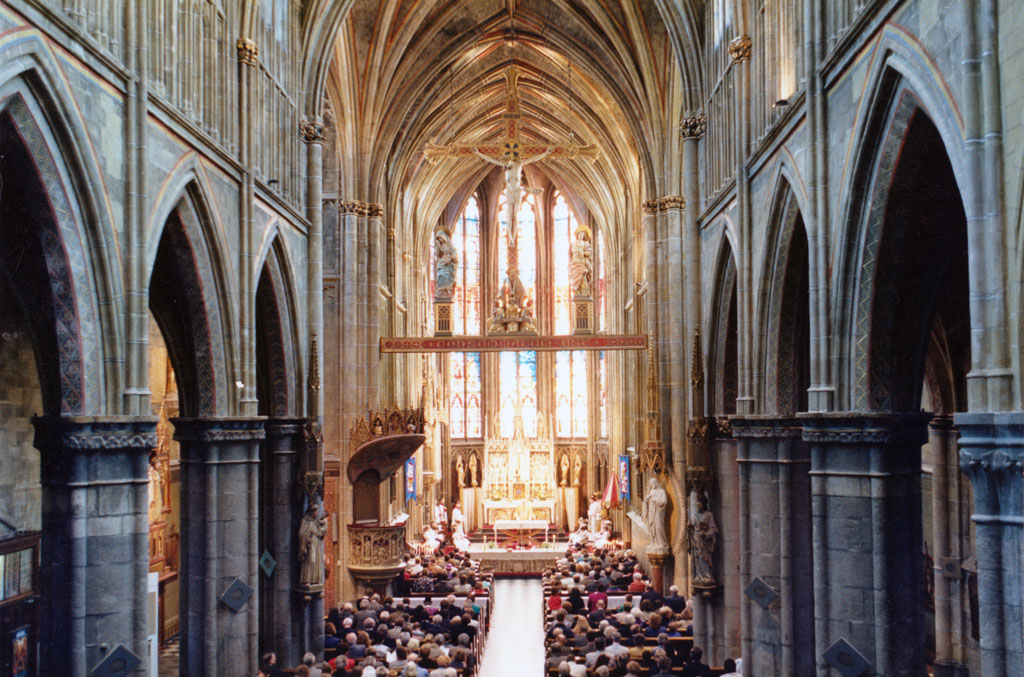
Inneres der Basilika zum Heiligen Sakrament

Fast die gesamte Kirchenausstattung wurde von Pierre Cuypers entworfen. Der Hauptaltar stammt aus dem Jahr 1897, die Kommunionbank von 1898 und eine große Herz-Jesu-Statue aus italienischem Marmor von 1910. Die Kanzel von 1911 ist ein Entwurf von Johannes Kayser. Alle erwähnten Kirchenmöbel und eine Reihe von Statuen werden im Atelier von Jan W. Ramakers en Zonen in Geleen hergestellt. Die Buntglasfenster stammen aus dem späten 19. Jahrhundert und wurden in der Werkstatt von F. Nicolas en Sons angefertigt. In den 1950er Jahren entwarf Jos ten Horn eine Serie von Fenstern für die Kirche, die von Studio Mesterom angefertigt wurde. Charles Eyck fertigte das Fenster 1958 auf der Chorempore an.
Neben der neugotischen Triumphpforte von 1905 steht eine Kalvariengruppe aus dem 16. Jahrhundert. An einem Seitenaltar befindet sich eine spätgotische Statue der hl. Barbara aus der Zeit um 1500. Eine Besonderheit ist der spätgotische Sakramententurm (Theoteca) auf der Seite des Presbyteriums. Von der stark restaurierten Skulptur waren nur die Gruppen der Monde, das letzte Abendmahl und das Opfer von Melchisedek ursprünglich aus dem 16. Jahrhundert. Die Restaurierung wurde von der Firma Ramakers durchgeführt. Pierre Cuypers ließ eine Gipsabbildung des Sakramentshauses anfertigen, die für viele Jahre im Rijksmuseum in Amsterdam zu sehen war.

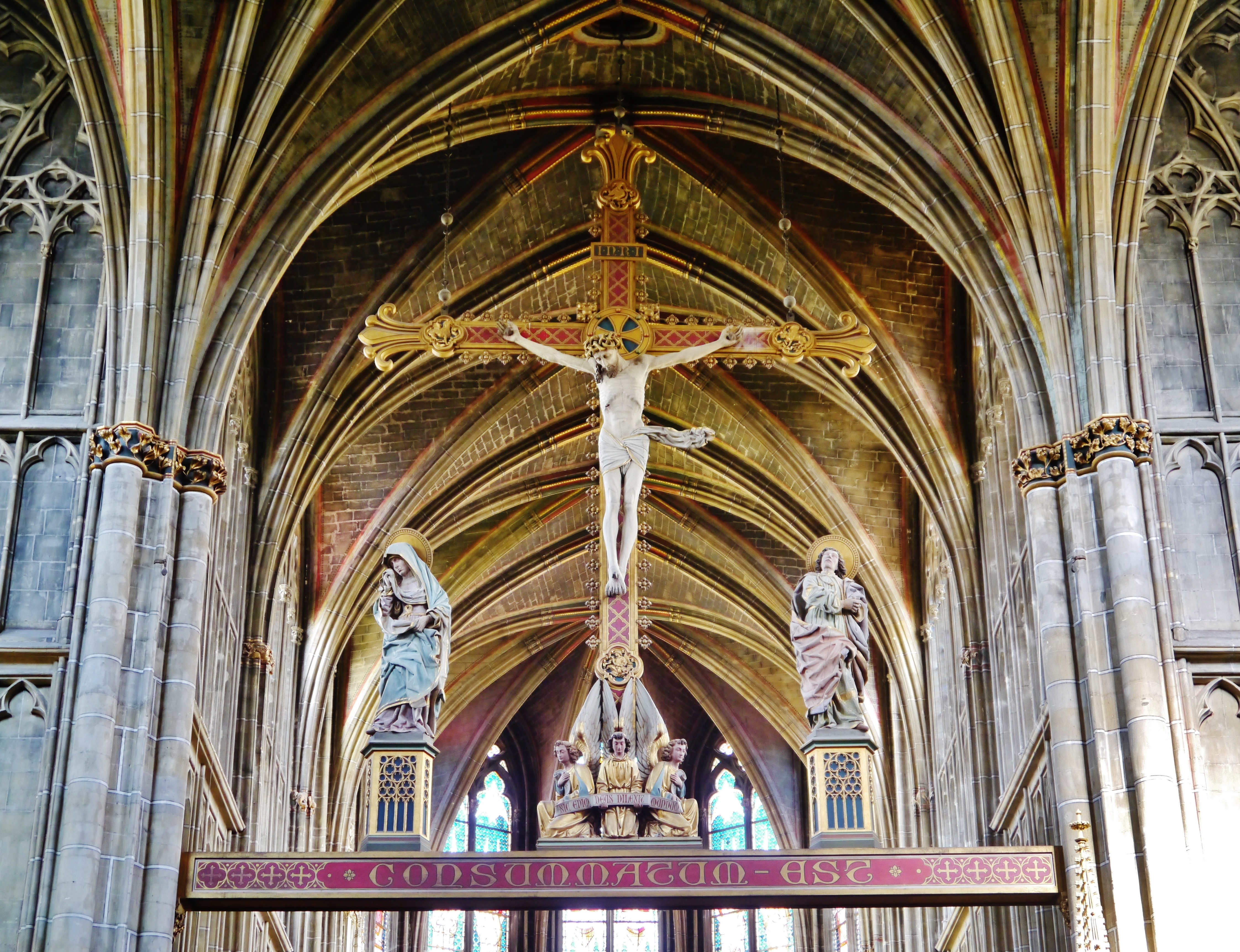
Kreuzigungsgruppe aus dem 16. Jahrhundert
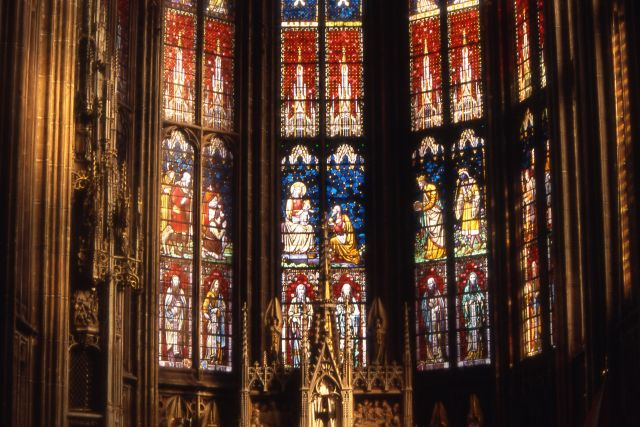
Bleiglasfenster im Chor
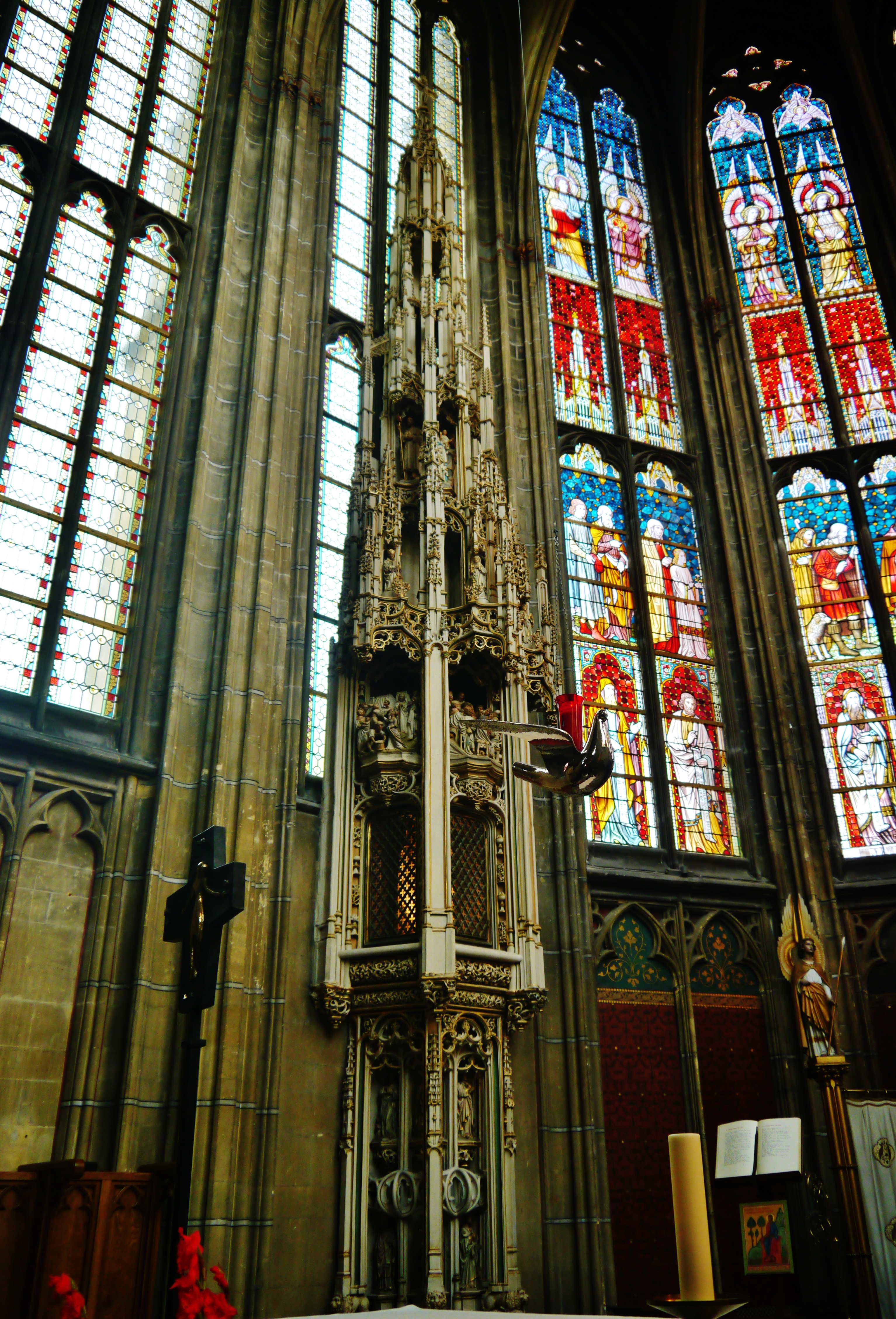
Chor mit Sakramentsturm
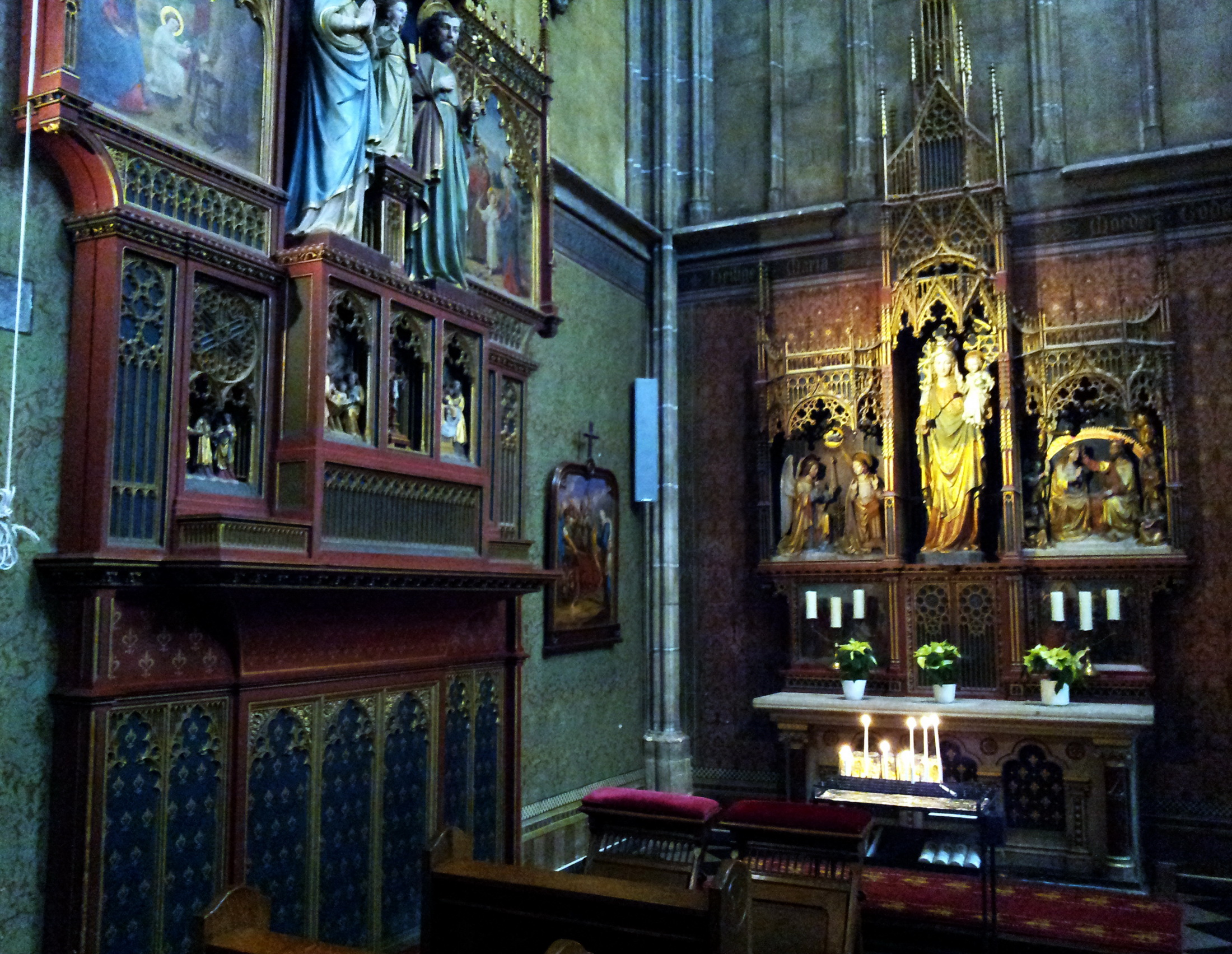
Neugotische Seitenaltar

### Orgeln der Basilika
Bereits im 16. Jahrhundert gab es eine Orgel in der Meerssener Kirche. Als die Kirche 1804 neu eingerichtet wurde, wurde die Orgel vom Querschiff auf die Westseite der Kirche verlegt. Bei der Erweiterung der Kirche 1938 wurde die historische Orgel abgerissen. Teile der alten Orgel wurden in der neuen zweimotorigen elektropneumatischen Orgel der Firma Vermeulen verwendet. 1980 wurde das alte Pfeifenwerk wieder beim Bau der Chororgel eingesetzt, die Heinz-Wilbrand-Orgelbau aus Übach-Palenberg baute. 1990 wurde die Vermeulen-Orgel abgerissen und am 25. Oktober 1991 die große Wilbrand-Orgel in Gebrauch genommen.

### Läuteglocken und Glockenspiel
Es gibt zwei Glockenböden im Dachreiter. 1944 wurden die Läuteglocken und das neue Glockenspiel von den deutschen Besatzern gestohlen. Nach der Befreiung wurden drei neue Glocken und 29 Spielglocken installiert. 2007 wurde eine handbetriebene Läuteglocke installiert und das Glockenspiel mit 5 Glocken wurde auf 34 Stück (2 Oktaven) erweitert.